# Tumblr

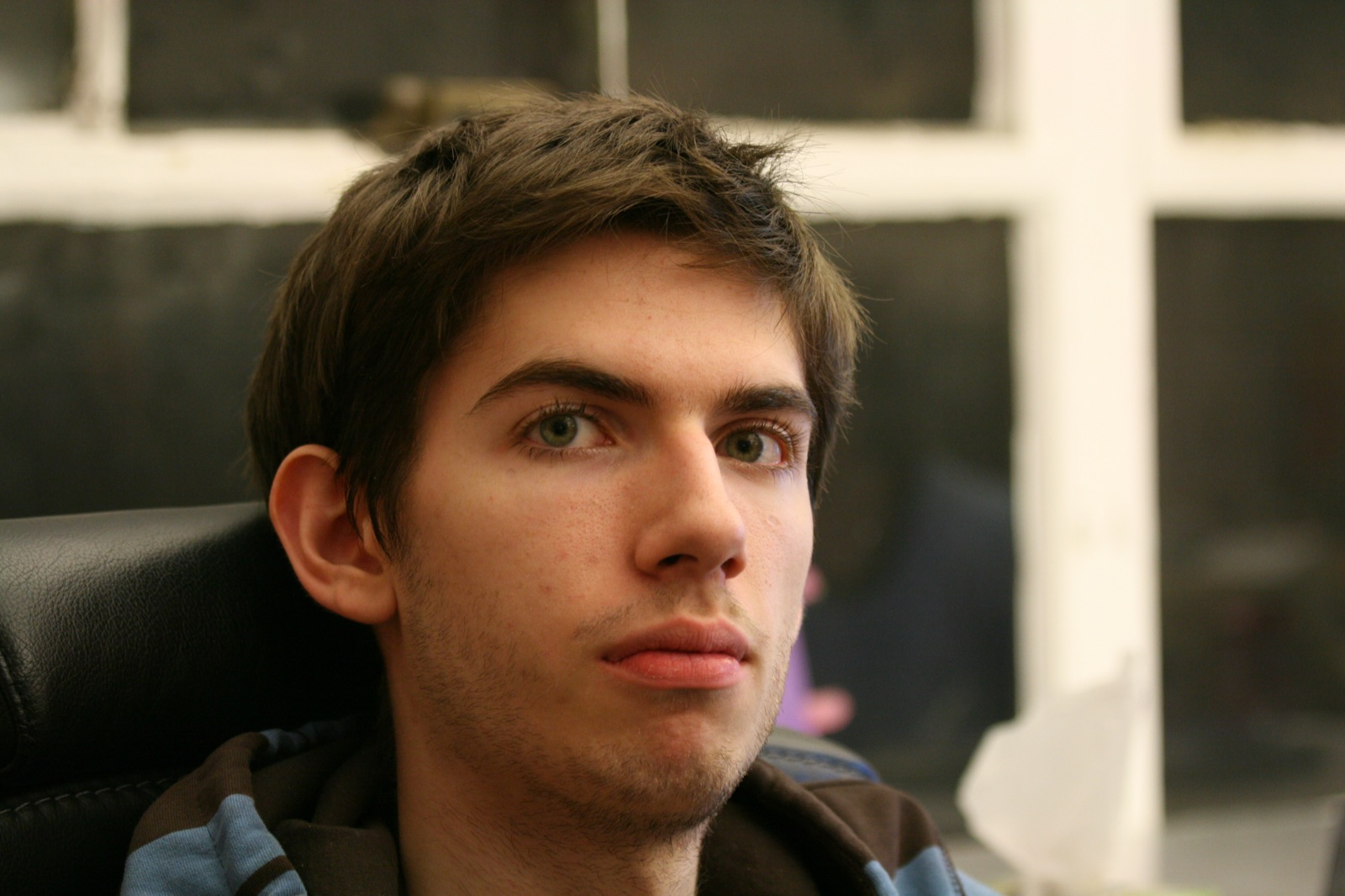
David Karp, współtwórca Tumblra (2007 r.)

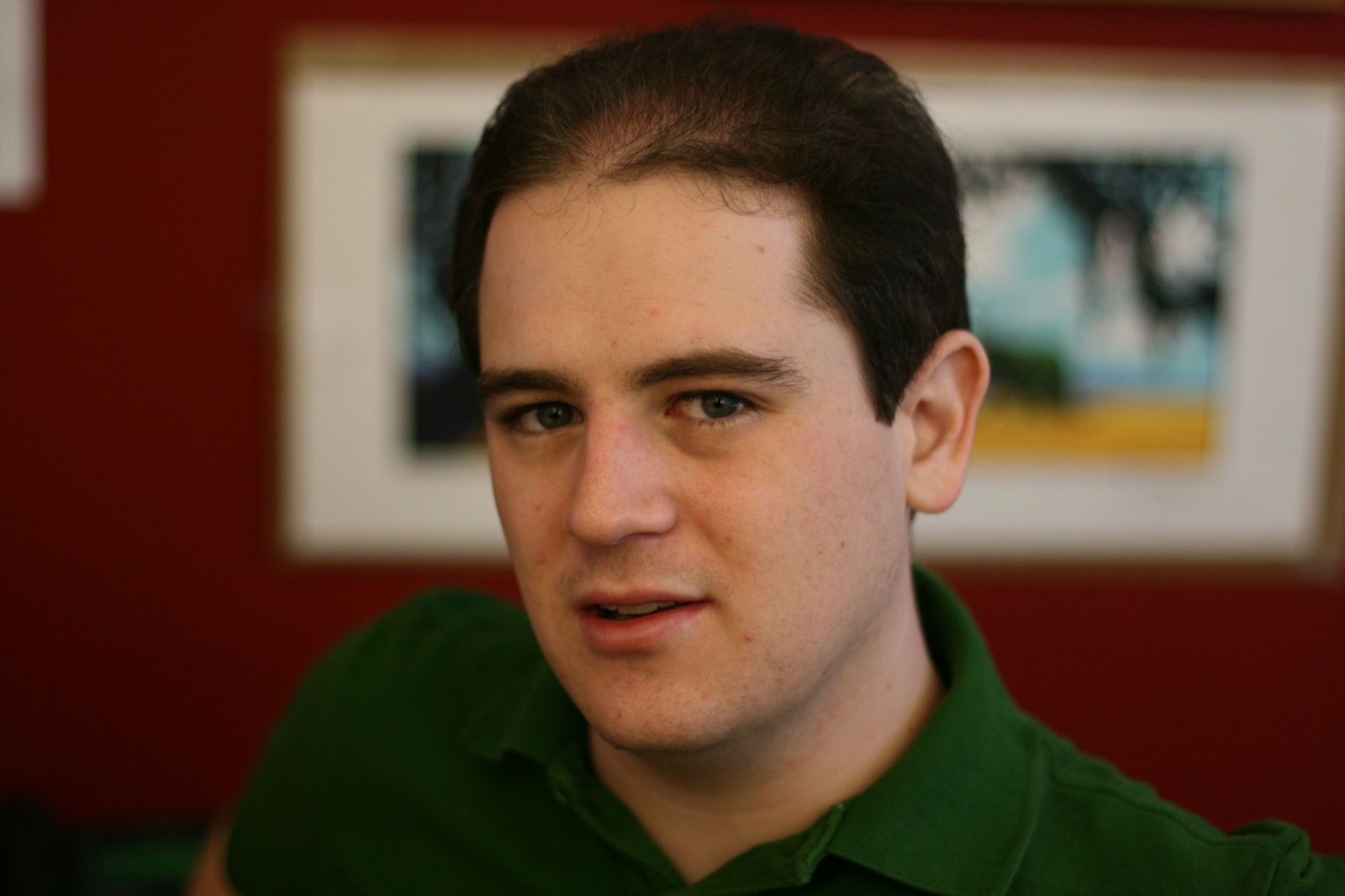
Marco Armet, współtwórca platformy (2007 r.)

Tumblr – platforma mikroblogowa. Pozwala użytkownikom tworzyć wpisy w kategoriach: tekst, obrazek, klip wideo, plik dźwiękowy, link, cytat, dialog. Serwis powstał 19 lutego 2007 roku, a jego założycielem jest David Karp, który pozyskał finansowanie. Głównym informatykiem Tumblra był wówczas Marco Arment W 2013 roku Yahoo zakupiło platformę za 1,1 mld dolarów, w 2019 roku odsprzedało firmie Automattic (właścicielowi m.in. komercyjnej wersji WordPress), za cenę poniżej 3 mln dolarów. Serwis był notowany w rankingu Alexa na miejscu 118.

## Popularność
28 stycznia 2011 w wywiadzie dla portalu TechCrunch David Karp podał wyniki z Google Analytics, według których w przedostatnim tygodniu stycznia 2011 odnotowano 1,2 miliarda wyświetleń strony. 30 stycznia 2011 Tumblr miał dziewiętnaście milionów unikatowych użytkowników. Do 1 maja 2011 na Tumblr zostało umieszczonych przeszło 5 miliardów postów z ponad 17,5 mln blogów. W czerwcu 2011 Tumblr wyprzedził WordPress w liczbie blogów, przekraczając próg 20 milionów.
W chwili sprzedaży platformy w sierpniu 2019 roku, na Tumblrze było ponad 475 milionów blogów odwiedzanych przez 380 milionów unikalnych użytkowników.

## Kontrowersje
Platforma przez wiele lat krytykowana była za tolerowanie pornografii dziecięcej. W 2018 roku po wielu ostrzeżeniach ze strony Apple, aplikację Tumblra usunięto ze sklepu AppStore. Ostatecznie administracja platformy mikroblogowej zdecydowała się na wprowadzenie restrykcyjnie egzekwowanej polityki blokowania treści pornograficznych (niezależnie od ich charakteru). To z kolei doprowadziło do lawinowego odpływu użytkowników.